# Banadjena
Banadjena est un village situé dans le Nord-Ouest de la Côte d'Ivoire dans la région du Bafing. Ce village appartient au département de Ouaninou